# Día Mundial de la Prematuridad

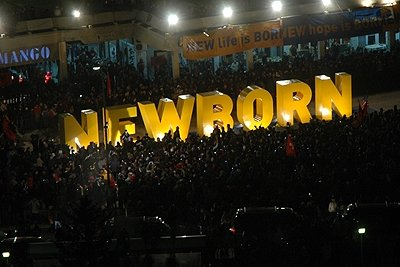

El Día Mundial de la Prematuridad es una celebración anual que tiene lugar el 17 de noviembre desde 2009, instaurada inicialmente por la  European Foundation for the Care of Newborn Infants (EFCNI) en 2008.

## Proclamación
El Día Mundial de la Prematuridad fue proclamado en 2008 por la European Foundation for the Care of Newborn Infants (EFCNI), ('Fundación Europea para el Cuidado de los Recién Nacidos') junto con organizaciones de padres en Europa. La iniciativa fue concebida para generar conciencia sobre los desafíos y la carga global que representa el nacimiento prematuro, un problema de salud grave que es la principal causa de mortalidad en niños menores de cinco años. Desde su creación, la celebración se ha extendido a nivel internacional con la colaboración de organizaciones como LittleBigSouls en África, March of Dimes en los Estados Unidos y la National Premmie Foundation, ('Fundación Nacional para Prematuros') en Australia. El objetivo es mejorar la atención y las condiciones de los bebés prematuros y sus familias, así como fomentar la acción colectiva para abordar este problema.

## Celebración
Se celebra el 17 de noviembre y la primera celebración a nivel europeo tuvo lugar en 2009 y a partir de 2010 se globaliza, convirtiéndose en un movimiento intercontinental. En esta jornada, se usa el color púrpura y se utilizan símbolos como la línea de calcetines, donde un par de calcetines pequeños rodeados por nueve calcetines de tamaño normal representa la estadística de que uno de cada diez bebés nace prematuramente. Las actividades incluyen eventos organizados por hospitales, ONG, profesionales de la salud, y grupos de padres, que se unen para promover acciones que mejoren la situación de los bebés prematuros y sus familias.

## Temas
- 2017: ¡Déjalos prosperar![8][9]
- 2018: Working together: Partnering with families in the care of small and sick newborns,[10][9]
- 2019: Born too soon: Providing the right care, at the right time, in the right place,[9]
- 2020: World Prematurity Day 2020: Together for babies born too soon – Caring for the future[9]
- 2021: Zero Separation. Act now! Keep parents and babies born too soon together
- 2022: A parent’s embrace: a powerful therapy. Enable skin-to-skin contact from the moment of birth[9]
- 2023: small actions BIG IMPACT:immediate skin-to-skin care for every baby everywhere,[9]